# Psychologické disciplíny
Obory psychologie lze rozdělit podle předmětu zkoumání na dvě nebo tři oblasti psychologických disciplín. Základní (neboli teoretické) obory psychologie mají obecný charakter a jsou zaměřeny na získávání obecných poznatků. Rozvíjeny jsou zpravidla na vysokých školách nebo ve výzkumných ústavech. Aplikované (někdy též praktické) obory psychologie usilují o využití psychologických poznatků v praxi. Zaměřují se na nejrůznější obory lidské činnosti. Někdy se při tom výrazně odklánějí od teoretických psychologických oborů a vytvářejí svébytný pojmový aparát . Někteří autoři odlišují ještě psychologické vědy speciální, které jsou zaměřeny na relativně úzký předmět studia (např. některé metodologické otázky) a jejichž poznatků a postupů využívají základní i aplikované psychologické obory.
Uvedené rozdělení není závazné; různí psychologové mají na zařazení jednotlivých oborů odlišné názory. Hranice základních a aplikovaných oborů jsou neostré.

## Základní obory psychologie
- biologická psychologie – zkoumá vzájemné vztahy mezi tělesnými a psychickými procesy
- psychologická metodologie – řeší problémy, které souvisejí s pochopením metodologických přístupů (výzkumných projektů a teorií) a jejich užitím v psychologii
- obecná psychologie – přináší obecné poznatky o psychice člověka, studuje chování, motivaci a prožívání, má význam při zpracování základních teoretických otázek
- psychologie osobnosti – zabývá se strukturou, vývojem a dynamikou osobnosti; dnes je její významnou součástí diferenciální psychologie
- psychopatologie – studuje změny (chorobné) psychických jevů, které mají různé příčiny (společenské, neurologické, endokrinologické aj.)
- sociální psychologie – zabývá se vlivem společenských faktorů na lidskou psychiku a interakcí
- kognitivní psychologie – zkoumá způsob vnímání a zpracování informací dodaných smyslovými orgány
- vývojová psychologie – studuje fylogenetický a ontogenetický vývoj lidské psychiky, sleduje změny psychiky od početí do smrti

## Aplikované obory psychologie
Výčet aplikovaných oborů psychologie není úplný. Psychologové působí ve většině sfér lidské činnosti a velká část z nich by mohla být označena jako samostatný obor. Některé z níže uvedených oborů jsou dílčími součástmi základních psychologických disciplín.
- klinická psychologie – diagnostikuje typ a příčiny potenciální poruchy, navrhuje vhodné psychoterapeutické postupy
- poradenská psychologie – napomáhá klientům k lepší orientaci při složitějších životních situacích, napomáhá k lepšímu poznání sebe sama, usiluje o optimalizování rozvoje lidské osobnosti
- pedagogická psychologie – zkoumá psychologické základy, činitele a zákonitosti výchovy, vzdělávání a vyučování
- psychologie práce – zabývá se problematikou bezpečnosti práce, pracovním kolektivem, studiem vlivu pracovního prostředí na pracovní výkon
- psychologie sportu – zabývá se tréninkem, vlivem psychiky na výkonnost sportovce, osobností trenéra apod.
- forenzní (soudní) psychologie – testovacími aj. metodami zjišťuje osobnost, intelekt, temperament aj. obviněného, přispívá ke zjištění míry zodpovědnosti za spáchání trestného činu, formuluje perspektivu jednání obviněného, posuzuje důvěryhodnost svědka, zabývá se viktimizací oběti; slouží mj. k rozhodování soudu (vypracování znaleckého posudku a znalecká výpověď)
  - policejní psychologie aplikovaný obor psychologie a zároveň odvětví forenzní psychologie
- psychologie reklamy – zabývá se efektivitou jednotlivých druhů reklamy, užitím barev, značek a jejich působením na koncového uživatele (zákazníka)
- psychologie náboženství – studuje náboženství, religiozitu a spiritualitu a obecně lidskou víru z hlediska vlivu na psychiku člověka
- kosmická psychologie – zkoumá psychiku kosmonautů, zabývá se psychologickou podporou při dlouhodobých vesmírných projektech, dlouhým odloučením člověka od ostatních lidí, problémy samoty, vypořádáváním se s nebezpečím
- psychoterapie – ačkoliv je často uváděna jako samostatný obor nebo praktická činnost, využívá psychologických poznatků k léčení a studuje možnosti odstranění duševních poruch a obtíží psychologickou cestou
- psychologie dopravy – zabývá se psychikou řidičů (zejména profesionálních) a prožíváním situací vznikajících při řízení
- inženýrská psychologie – zabývá se konstrukcí strojů a strojních zařízení ve vztahu člověku, který má daný nástroj obsluhovat
- psychologie konfliktu – zkoumá střet dvou nebo více protikladných tendencí či sil, usilujících o tutéž věc s přibližně stejnou motivační valencí; studuje doprovodné emoční a pocitové jevy
- lékařská psychologie – zabývá se působením lékařské péče na psychiku člověka
- manažerská psychologie – zaměřuje se na manažerské dovednosti, osobnost manažera a jeho obchodní dovednosti (umění vedení kolektivu atd.)
- politická psychologie – zabývá se mj. uměním vyjednávat, přesvědčovat a řešit konflikty
- školní psychologie – školní psychologové působí přímo ve školách a zabývají se například diagnostikou a nápravou překážek v učení (např. specifických poruch učení, kariérním poradenstvím či diagnostikou a prevencí šikany)
- psychologie trhu – zkoumá trh, rozhodování spotřebitelů a úzce souvisí s psychologií reklamy
- psychologie umění – zkoumá vliv umění na psychiku člověka, na jeho prožívání a „čtení“ uměleckých děl
- vojenská psychologie – zabývá se podmínkami výcviku vojáků, interpersonálními vztahy v armádě, zkoumá odolnost vůči zátěži v podmínkách válečných konfliktů, potažmo chování celých vojsk (armád) na bitevním poli a psychologickými dopady na civilní obyvatelstvo
- psychologie zdraví a psychologie nemoci – zabývá se pojetím duševního zdraví a nemoci, kvality života, duševní hygieny, faktory podporujícími zdraví a odolnost jedince, prevncí, vztahem mezi pacientem a lékařem, pomocí trpícím a nevyléčitelně nemocným (např. paliativní péče) a aplikací poznatků
- psychologie životního prostředí (někdy též environmentální psychologie) – zaměřuje se na vzájemné vztahy mezi životním prostředím a lidským vnímáním, chováním a prožíváním

## Speciální
- biopsychologie – shromažďuje poznatky o biologicko-fyziologické determinaci psychiky
- dějiny psychologie – zkoumá vývoj psychologického myšlení od nejstarších dob
- farmakopsychologie – sleduje účinky chemických látek, drog, léků atd. na psychiku
- psychodiagnostika – zabývá se diagnostikou, tedy výzkumem vlastností konkrétního jedince s cílem poznat jeho vlastnosti, navrhnout vhodný způsob léčby či předvídat jeho budoucí chování
- psycholingvistika – zajímá se o vztahy mezi myšlením a řečí u lidí
- psychometrika – zabývá se konstrukcí testů a technikou měření mentálních schopností či osobnostních vlastností
- zoopsychologie – zabývá se psychikou zvířat různého stupně vývoje